# 에민도깨비쥐
에민도깨비쥐 또는 아프리카도깨비쥐(Cricetomys emini)는 붉은숲쥐과에 속하는 설치류의 일종이다. 감비아도깨비쥐의 근연종이다. 아프리카의 토착종으로 숲 가장자리과 평원을 따라 발견된다. 에민도깨비쥐는 더 알려진 감비아도깨비쥐보다 실제로 나무 등을 더 잘 오른다. 큰도깨비쥐류는 햄스터처럼 볼에 주머니를 가지고 있기 때문에 영어 이름에 "주머니쥐"라는 이름이 들어가 있다.